# تشيللو (فلم)
تشيللو (بالإنجليزية: The Cello) فيلم سينمائي سعودي رعب و تشويقي من بطولة ميلا الزهراني، ومهند الحمدي، إلهام علي، سامر إسماعيل ومن تأليف معالي المستشار تركي آل الشيخ، وإخراج المخرج الأمريكي دارن لين بوسمان.

## طاقم العمل

### الممثلون
- ميلا الزهراني
- مهند الحمدي
- إلهام علي
- سامر إسماعيل
- جيرمي أيرونز
- توبين بل
- كلوي هنري
- غسان مسعود
- براء عالم
- إبراهيم السمان
- سعاد عبد الله (ضيفة شرف)

## ملخص القصة
- تدور الأحداث في إطار من الغموض والرعب، حيث يقوم عازف (تشيللو) بعزف مقطوعة موسيقية ملعونة تقلب مسار حياته الهادئ رأسًا على عقب، وتهدد حياته وحياة أسرته.
- العمل من بطولة الممثل المعروف "جيريمي آيرونز" الحائز على جائزة أوسكار، وبطل سلسلة أفلام Saw الشهيرة " توبين بل"، بالإضافة إلى نجوم من سوريا والخلية أبرزهم: "سامر إسماعيل" و"إلهام علي" و"مهند الحمدي" والممثل القدير "غسان مسعود" وضيفة الشرف "سعاد العبد الله". ولوحظ غياب أي ممثل لبناني من الكاست الرئيسي للعمل، فيما تولى المخرج اللبناني فريديريك افرام مهاماً إنتاجية فيه.

## هوامش
- يعتبر هذا الفيلم من أول أفلام الرعب في السعودية وبمعايير عالمية.[2]
- كان قد لفت معالي المستشار تركي آل الشيخ في وقت سابق أن روايته الخاصة " تشيللو" تحولت إلى فيلم رعب بعنوان The Cello ، لعب بطولته جيريمي آيرونز برفقة بطل أفلام Saw توبين بل.
- جرى تصوير الفيلم في مواقع عدة بالمملكة العربية السعودية وفي مدينة براغ عاصمة جمهورية التشيك. ومن المفترض أن يُعرض الفيلم باللغتين الإنجليزية والعربية. وكان المستشار تركي ال الشيخ طرح روايته "تشيللو" في معرض الرياض الدولي للكتاب ليعلن بعدها تحويلها إلى فيلم سينمائي جرى الإعداد له لمدة عامين في سرية كبيرة.[3]
- يذكر أن تصوير فيلم تشيللو قد انتهى منذ فترة، وشارك وقتها معالي المستشار تركي آل الشيخ تغريدة قال فيها " في أجواء سرية وعلى مدى سنتين من الكتابة والاتصالات والغوص في عالم السينما من مخرجين ومنتجين وشركات، انتهيت أمس من تصوير آخر مشهد من فيلمي الأول "تشيللو" الذي استغرق الإعداد له شهور وتم تصويره في ٨ أسابيع، ٧٠٪ من الفيلم تم تصويره في المملكة بين الرياض وضرما والعلا."
- رواية (تشيللو) صدرت عام 2021م.[4]

## روابط خارجية
- مقالات تستعمل روابط فنية بلا صلة مع ويكي بيانات